# ميدنايت كلوب: لوس أنجلوس
ميدنايت كلوب: لوس أنجلوس (بالإنجليزية: Midnight Club: Los Angeles)‏ هي لعبة فيديو من نوع سباقات، وهي متوفرة على أجهزة بلاي ستيشن 3 وإكس بوكس 360 وبلاي ستيشن بورتبل . اللعبة من تطوير روكستار سان دييغو وروكستار لندن، وتوزيع روكستار جيمز.

## وصلات خارجية
- الموقع الرسمي
- Official "South Central" website